# Mangehøje
Die zehn Grabhügel Mangehøje liegen in der Ågeslund Plantage nördlich von Grindsted in Jütland in Dänemark.
Sie stellen ein Gräberfeld der neolithischen Einzelgrabkultur (EGK – 2800 bis 2400 v. Chr. – dänisch Enkeltgravskultur) dar. In Dänemark sind 8846 kleine Grabhügel (zumeist in Jütland) erhalten. Die Mangehøje (deutsch „viele Hügel“) sind nur ein kleiner Teil der Tausende von niedrigen Grabhügeln, die die Leute der Einzelgrabkultur vor allem in Jütland errichteten. Sie lagen in Mitteljütland in Gruppen, die mehrere Hundert Hügel umfassen konnten. Ähnliche Zahlen sind auch für Norddeutschland belegt. So sind in Mecklenburg-Vorpommern 4978 Einzelhügel sowie 81 Hügelgräberfelder mit etwa 1274 Grabhügeln registriert.
Es gibt bei den Grabbeigaben, die insbesondere aus Streitäxten aus verschiedenen Gesteinen und becherförmiger, in der Regel spärlich verzierter Keramik bestehen, eine Entwicklung. In Jütland lassen sich drei Phasen unterscheiden: In der Untergrabzeit sind die Gräber eingetieft, in der Bodengrabzeit ebenerdig und in der Obergrabzeit über Bodenniveau angelegt. Häufige Nachbestattungen erlauben horizontalstratigrafische Aussagen. Den Phasen lassen sich bestimmte Typen von Streitäxten zuordnen, deren Gliederung in zwölf Typen durch P. V. Glob im Jahre 1944 auf den gesamten Bereich der Schnurkeramik angewandt wurde. Die Grabhügel der Kultur reichen von kleinen nur 0,5 bis 1,0 Meter hohen bis zu 2,0 bis 3,0 Meter hohen Hügeln von etwa 15,0 Metern Durchmesser. In den größeren Hügeln gibt es meist mehrere Bestattungsphasen und Bauabschnitte. Die Bestattungen erfolgten übereinander, wobei die Hügel erweitert wurden. 
Als die Hügel errichtet wurden, war die Landschaft in Mittel- und Westjütland offener mit ausgedehnten Heideflächen und Laubwäldern. Viele Hügel wurden archäologisch nie untersucht, aber einige wurden geplündert. Die Mangehøje wurde 1896 – sieben Jahre nach der Gründung der Grindsted-Plantage – durch Vereinbarung zwischen dem Nationalmuseum und dem Besitzer geschützt. Mit dem Naturschutzgesetz von 1937, das alle sichtbaren Grabhügel unter Schutz stellt, wurde dies abgesichert.

## Weitere Grabhügel
- Døeshøjene